# Verwaltungsgemeinschaft Mainburg
Die Verwaltungsgemeinschaft Mainburg liegt im niederbayerischen Landkreis Kelheim und wird von folgenden Gemeinden gebildet:
1. Aiglsbach, 1892 Einwohner, 39,85 km²
2. Attenhofen, 1400 Einwohner, 31,42 km²
3. Elsendorf, 2166 Einwohner, 32,63 km²
4. Volkenschwand, 1802 Einwohner, 29,23 km²

Sitz der Verwaltungsgemeinschaft ist Mainburg, die Stadt Mainburg ist aber nicht Mitglied der Verwaltungsgemeinschaft.